# Derris thorelii
Derris thorelii är en ärtväxtart som beskrevs av William Grant Craib. Derris thorelii ingår i släktet Derris och familjen ärtväxter. Inga underarter finns listade i Catalogue of Life.